# Institut für das Entgeltsystem im Krankenhaus
Das Institut für das Entgeltsystem im Krankenhaus (InEK GmbH) wurde am 10. Mai 2001 in der Rechtsform einer gemeinnützigen GmbH gegründet. Seit Juni 2007 wurde die Rechtsform in GmbH geändert. Mit dem Gesetz zur Weiterentwicklung der Gesundheitsversorgung (GVWG) vom Juli 2021 und dadurch einer Ergänzung der §§ 31 bis 35 KHG wurde das InEK der Rechtsaufsicht des Bundesministeriums für Gesundheit (BMG) unterstellt.
Sitz des InEK mit rund 50 Mitarbeitern ist seit Gründung Siegburg. Geschäftsführer des Instituts ist Frank Heimig, der zuvor Direktor und ab Juli 2001 Hauptgeschäftsführer des Instituts für medizinischökonomisches Consulting (IMC) war.

## Gründungsmitglieder des Instituts
Gründungsmitglieder des Instituts waren im Jahr 2001
- die Spitzenverbände der Gesetzlichen Krankenkassen (GKV) bzw. der GKV-Spitzenverband,
- der Verband der privaten Krankenversicherungen (PKV) sowie
- die Deutsche Krankenhausgesellschaft (DKG).

Alle drei Gründungsmitglieder sind auch Anfang des Jahres 2025 weiterhin die aktuellen Gesellschafter des Instituts.

## Tätigkeitsfelder
Die Arbeitsfelder des DRG-Instituts sind nach eigenen Angaben mit Stand Dezember 2024 wie folgt:

### Arbeitsfeld Medizin
- Fallgruppenpflege: (Definition der DRG-Fallgruppen, Pflege der Basis-Fallgruppen, Pflege des Schweregrad-Systems)
- Kodierung: Deutsche Kodierrichtlinien, Vorschläge für ICD-10-GM- sowie OPS-Anpassungen
- Zusammenarbeit mit Institutionen, Gremien und Organisationen
- Unterstützung anderer Staaten bei der Entwicklung, Einführung und Pflege pauschalierender Entgeltsysteme

### Arbeitsfeld Ökonomie
- Kalkulation: Relativgewichte, Zu- und Abschläge
- Entgeltsystem für psychiatrische und psychosomatische Einrichtungen mit Einführung und Weiterentwicklung der Entgelte
- Leistungsorientierte Investitionspauschalen mit Kalkulation von Investitionsbewertungsrelationen

## Aufgaben

### Anfänglich
Anfänglich lagen die Hauptaufgaben des Institut bei folgendem:
- Unterstützung der deutschen Krankenhäuser und Krankenkassen sowie deren Verbände bei der durch das GKV-Modernisierungsgesetz gesetzlich vorgeschriebenen Einführung sowie daran anschließend bei der kontinuierlichen Weiterentwicklung des G-DRG-Systems nach § 17b KHG zur Abrechnung von stationären Krankenhausleistungen. Das InEK überarbeitet und veröffentlicht dementsprechend jährlich einen aktualisierten G-DRG-Fallpauschalen-Katalog.
- Gemäß § 6 (2) KHEntgG können die örtlichen Vertragsparteien zeitlich befristete, fallbezogene Entgelte oder Zusatzentgelte für neue Untersuchungs- und Behandlungsmethoden (NUB) vereinbaren. Dabei wurde das InEK schon früh stellvertretend mit der Abwicklung und jeweiligen Einstufung der entsprechenden NUB-Anfragen beauftragt. Entsprechend §1(2) der Vereinbarung gemäß § 6 (2) S.3 KHEntgG (NUB-Vereinbarung) sind von InEK z. B. zum 31. Januar 2025 allen Krankenhäusern, die fristgerecht bis zum 31. Oktober 2024 eine oder mehrere Anfragen  für Neue Untersuchungs- und Behandlungsmethoden eingesandt haben, eine Antwort über das Prüfergebnis 2025 erteilt[5] worden. Dabei gilt zu den Status 2025: Die Anzahl der  gesamten 2025er Verfahrenwaren betrug 1025 (davon dann 300 mit „Status 1“) und die Anzahl an gesamten Anfragen dazu betrug 130.816 und davon dabei 82.598 mit „Status 1“.
- Kalkulation von Investitions-Bewertungsrelationen (IBR) nach Aufbau Leistungsorientierter Investitionspauschalen gemäß § 10 KHG.
- Analog zu den G-DRG war das InEK dann später auch mit der Entwicklung des Pauschalierenden Entgeltsystems Psychiatrie und Psychosomatik (PEPP-System) beauftragt und seit dessen Inkrafttreten ist es ebenfalls mit dessen kontinuierlicher Weiterentwicklung befasst. Das InEK überarbeitet und veröffentlicht dementsprechend jährlich einen aktualisierten PEPP-Entgeltkatalog.
- Das InEK ist beauftragt mit der G-DRG-Begleitforschung nach § 17b (8) KHG sowie der Begleitforschung Psychiatrie nach § 17d (8) KHG.

### Bis 2023
Insbesondere ab dem Jahr 2019 sind sukzessive weitere Aufgaben für das InEK hinzugekommen, dazu zählen:
- Kalkulation des Pflegebudgets und dessen kontinuierlichen Weiterentwicklung gemäß Pflegepersonal-Stärkungsgesetz (PpSG).
- Umsetzung der Verordnung zur Festlegung von Pflegepersonaluntergrenzen in pflegesensitiven Bereichen in Krankenhäusern gemäß Pflegepersonaluntergrenzen-Verordnung (PpUGV) ab dem Jahr 2019.
- Berechnungen zum Erlösvolumen für die Versorgung von Kindern und Jugendlichen gemäß § 5 (3k) KHEntgG
- Die Geschäftsstelle des Schlichtungsausschusses nach § 19 KHG wird vom InEK geführt.
- Seit dem 1. Januar 2020 führt das InEK das bundesweite Verzeichnis der Standorte der Krankenhäuser und ihrer Einrichtungen[6].

### Ab 2024

#### Durch das KHVVG in 2024
Durch das Krankenhausversorgungsverbesserungsgesetz (KHVVG) von Ende 2024 wurde das Krankenhausfinanzierungsgesetz (KHG) um vier weitere Paragraphen erweitert, die zukünftige Aufgaben für das InEK beinhalten:
- Aufgaben des InEK im Zusammenhang mit der Ermittlung der Vergütung eines Vorhaltebudget lt. § 37 KHG.
- Aufgaben des InEK im Zusammenhang mit Zuschlägen zur Förderung von Koordinierungs- und Vernetzungsaufgaben und zur Finanzierung der speziellen Vorhaltung von Hochschulkliniken gemäß § 38 KHG.
- Förderbeträge für die Bereiche Pädiatrie, Geburtshilfe, Stroke Unit, Spezielle Traumatologie und Intensivmedizin lt. § 39 KHG.
- Aufgaben des BfArM  und des InEK hinsichtlich der Förderung der Spezialisierung bei der Erbringung von onkochirurgischen Leistungen gemäß § 40 KHG.

#### Leistungsgruppen lt. dem KHTG
Ab dem Jahr 2024 entwickelt das InEK den bundesweiten Schlüssel und Grouper der Leistungsgruppen lt. dem KHTG, d. h. den 65 Medizinische Leistungsgruppen umfassenden Katalog, der ursprünglich bereits im September 2024 fertig sein sollte. Anfang Februar 2025 ist der diesbezügliche Grouper erstmals vom BMG veröffentlicht worden, allerdings mit folgenden Einschränkungen: Die Fallzuordnung zu den neuen, zusätzlichen fünf Leistungsgruppen (also die, die hier zusätzlich zu den 60 NRW-Leistungsgruppen enthalten sind), funktionieren noch nicht komplett. Die noch dabei bestehenden Probleme beruhen beispielsweise darauf, dass die vorgesehene Leistungsgruppe Notfallmedizin noch auf den Notfallstufen des Gemeinsamen Bundesausschusses (G-BA) beruhen und auch bei der Leistungsgruppe Geriatrie gibt es noch Nachbesserungsbedarf.

#### Kalkulation der 2026er Hybrid-DRGs
Der „erweiterte Bewertungsausschuss“ hat in Übereinstimmung mit dem G-BA Anfang Juli 2025 Rahmenvorgaben für die Kalkulation der Hybrid-DRG für das Jahr 2026 beschlossen. Gemäß dem Beschluss werden das InEK und das Berliner „Institut des Bewertungsausschusses“ (InBA) gemeinsam die Kalkulation der neuen 2026er Hybrid-DRG übernehmen, wobei dort Kosten aus dem stationären und dem ambulanten Bereich, somit sektorenübergreifend, einfließen sollen. Diese Rahmenvorgaben werden von Seiten der Krankenhausträger überwiegend kritisch eingestuft, u. a. mit der Aussage: „Hier wächst zusammen, was nicht zusammen gehört“.

## Finanzierung
Die Finanzierung des InEK erfolgt über den sog. DRG-Systemzuschlag. Dabei rechnen die Krankenhäuser je stationärem Fall einen jährlich neu festzulegenden Betrag ab (2009: 1,03 €, 2010: 0,99 €). Die hierdurch eingenommene Summe wird dann einmal pro Jahr von den einzelnen Krankenhäusern kumuliert an das InEK überwiesen.
- Für das Jahr 2023 betrug der DRG-Systemzuschlag 1,54 €. Dieser Betrag beinhaltet den Anteil der Finanzierung der pauschalierten Zahlungen für die Kalkulationskrankenhäuser in Höhe von 1,28 € (Zuschlagsanteil „Kalkulation“) und den Anteil der Finanzierung der InEK GmbH in Höhe von 0,26 € (Zuschlagsanteil „InEK“). (Zuschlagsanteil ‚InEK‘)[14].
- Laut Angabe des InEK haben die Vertragsparteien auf Bundesebene Ende 2024 den DRG-Systemzuschlag für das Jahr 2025 in Höhe von 1,73 € pro Fall vereinbart. Davon entfallen auf die Finanzierung der pauschalierten Zahlungen für die an der Kalkulation teilnehmenden Krankenhäuser (Zuschlagsanteil ‚Kalkulation’) 1,36 € und auf die Finanzierung der InEK GmbH (Zuschlagsanteil ‚InEK’) 0,37 €